# Ливорно
Ливо́рно (итал. Livorno) — крупнейший порт Тосканы, административный центр одноимённой провинции в Италии. Расположен на восточном берегу Лигурийского моря в естественной бухте, в нескольких милях к югу от устья реки Арно, в окружении низких Ливорнских холмов. 
Покровительницей города считается Иулия Карфагенская. Праздник города 22 мая.

## История
Впервые Ливорно упомянут в 1017 году как рыбацкая деревушка в несколько домов. Графиня Матильда преподнесла в 1103 году эти земли в дар пизанским клирикам. В XIV веке граждане Пизы занялись укреплением приморского поселения, а на исходе века продали его синьориальному роду Висконти. После недолгого периода генуэзского владычества (1407—1421) контроль над устьем Арно заполучили флорентийцы.
Ливорно обязан своим превращением в город и нынешним значением правителям из рода Медичи. Ввиду заиления гавани древней Пизы герцог Козимо I в 1571 году приказал придворному градостроителю Бернардо Буонталенти превратить Ливорно в новые морские ворота своего государства. Здесь находили убежище инакомыслящие из разных стран Европы: преследуемые в Англии католики, изгнанные из Испании евреи и мавры, выходцы из Греции, попавшей под власть Османской Империи, и т. д. Они жили за счёт торговли, превратив Ливорно XVII века в крупный коммерческий центр Средиземноморья.
Герцог Леопольд из династии Габсбургов в конце XVIII века занялся благоустройством города: расширил его пределы, привлёк в гавань иностранные купеческие суда, велел соорудить волнорез. В 1808 году после того, как Французская империя аннексировала королевство Этрурию, город стал административным центром департамента Медитерране. После Венского конгресса в 1815 году Ливорно снова стал частью Великого герцогства Тосканского. В начале XIX века через Ливорно прибывали в Тоскану знаменитые путешественники и поэты, здесь некоторое время жили Байрон и Шелли. В 1881 году в Ливорно была основана Национальная военно-морская академия.
На конгрессе в Ливорно 21 января 1921 года была учреждена Итальянская коммунистическая партия (первоначальное название Коммунистическая партия Италии).
В годы Второй мировой войны город сильно пострадал от бомбардировок, но постепенно был отстроен. В 1950-е годы подвергся реконструкции и городской собор XVI века.

## Достопримечательности

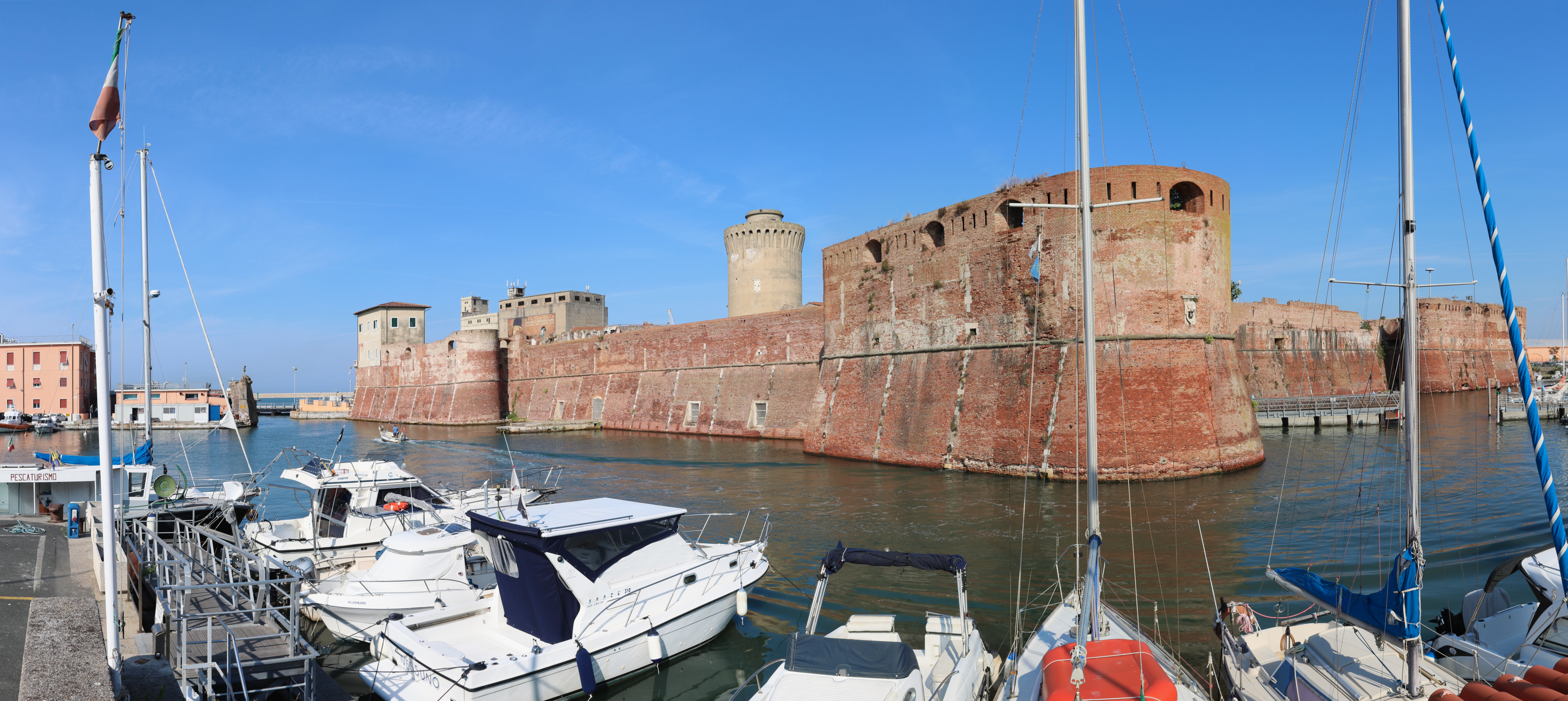
Старая крепость

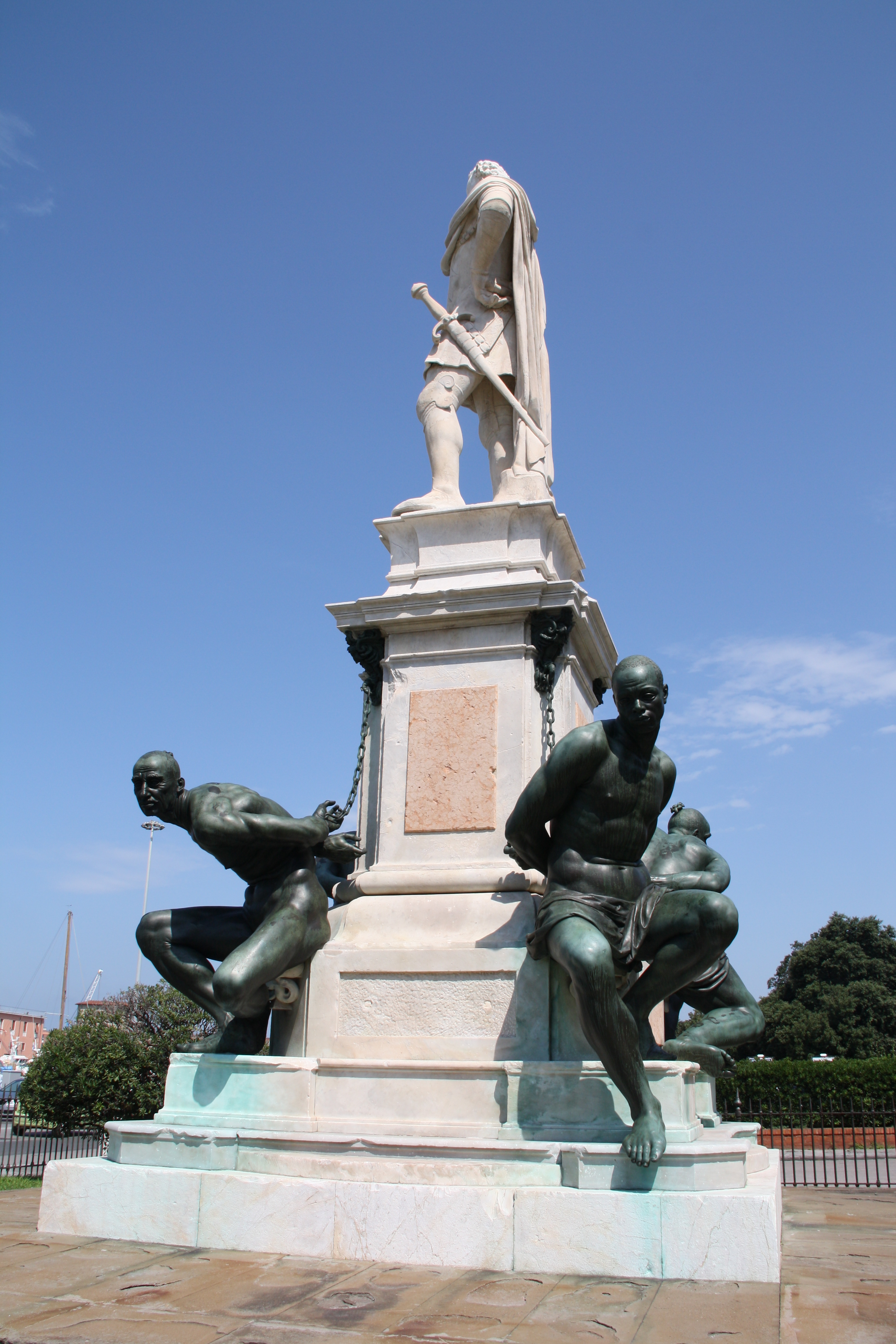
«Четыре мавра»

Ливорно пересекают каналы, соединяющие море с рекой Арно. О временах Медичи напоминают две крепости XVI века, старая и новая, мраморный памятник герцогу Фердинанду I (1595) и бронзовая скульптурная группа «Четыре мавра» (1624).
Вдоль побережья проложен живописный променад, по сторонам которого расположились аристократические виллы, санатории, аквапарки и кампус Итальянской военно-морской академии.
В Ливорно находится Музей Фаттори, где выставлены картины Джованни Фаттори и других художников, принадлежавших к группе маккьяйоли и постмаккьяйоли.

## Судостроение
Ливорно — центр итальянского кораблестроения. В начале XX века город был известен верфями Орландо. Здесь, в частности, в 1911 году был построен броненосец «Георгиос Авероф», ставший флагманом греческого флота в победоносных для Греции Балканских войнах и в Первой мировой войне и внесший значительный вклад в освобождение островов Эгейского моря от турецкого господства. «Георгиос Авероф» превращен в корабль-музей и ныне поставлен на вечный прикол в пригороде Афин Палеон-Фалироне. Также на эллингах города строился советский лидер эсминцев «Ташкент», позже воевавший на Чёрном море и участвовавший в обороне Севастополя в годы Второй мировой войны.

## Известные личности
- Скуарцина, Луиджи (1922—2010) — театральный режиссёр
- Кастелли, Давид (1836—1901) — итальянский ориенталист, историк, библеист, гебраист, переводчик.
- Амедео Модильяни (1884—1920) — итальянский художник, скульптор.
- Карло Чампи (1920—2016) — президент Италии (1999—2006).
- Монтефиоре — семейство банкиров и предпринимателей сефардского происхождения, позднее сыгравшее важную роль в британском бизнесе.

## Города-побратимы
- Новороссийск (Россия), с 1967 года
- Бат-Ям (Израиль)
- Гвадалахара (Испания)
- Окленд (США)
- Хайфон (Вьетнам)